# Leimbach (Nordhausen)
Leimbach mit dem zugehörigen Wohnplatz Himmelgarten ist ein Ortsteil der Stadt Nordhausen in Thüringen. Er ist der flächenmäßig größte Ortsteil Nordhausens.

## Lage
Beide Orte befinden sich etwa drei Kilometer östlich der Stadt Nordhausen in ländlich geprägter Umgebung. Die Landesstraße 2076 tangiert östlich den Ortsteil. Südlich befindet sich in der Goldenen Aue die Bundesautobahn 38.

## Geschichte

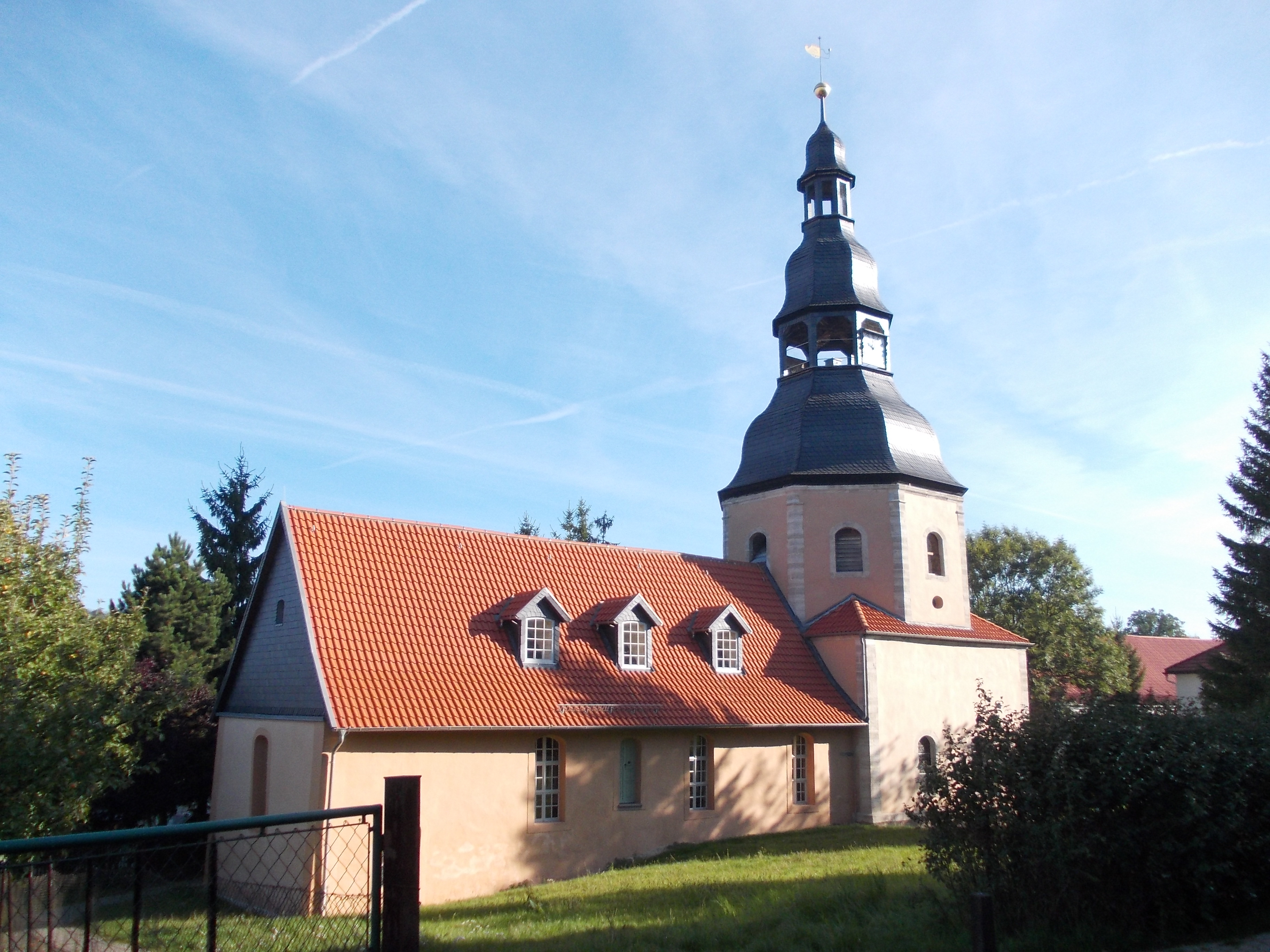
Kirche St. Martin in Leimbach

Im 2. oder 1. Jahrhundert v. Chr. existierte am Standort des heutigen Leimbach bereits eine Siedlung. Es ist unklar, warum diese aufgegeben wurde. Es gibt keine Hinweise auf Gewalteinwirkung.
Der Ort Leimbach wurde erstmals 1214 erwähnt. Das Dorf geht in seiner Chronik vom Gründungsjahr 1254 aus. 1395 gehörte der Ort zur Grafschaft Hohnstein-Heringen. 1700 kam es zu Hannover. 1790 wurde die Kirche aus dem 14. Jahrhundert umgebaut.
Das Kloster Himmelgarten war in der Flur der Wüstung Rossungen befindlich. Die erste urkundliche Erwähnung von Rossungen erfolgte am 21. Dezember 1140. Der Zeitpunkt der Klostergründung fällt in den Zeitraum der Ersterwähnung am 4. Juni 1295. 1525 wurde das Kloster im Bauernkrieg geplündert und zerstört. Nach der Säkularisation des Klosters wurde der Betrieb als Gutswirtschaft fortgeführt. Einen Großteil des Bodens (258 Hektar) bewirtschaftete seit 1929 der Fürst zu Stolberg-Stolberg. Nach 1945 wurde der Betrieb enteignet und als Volkseigenes Gut, später als LPG, weitergeführt.
1921 erhielt der Ort elektrische Beleuchtung. 1958 wurde die Landwirtschaftliche Produktionsgenossenschaft (LPG) gegründet. Nach 1975 erhält das Dorf eine Kanalisation, 1983 folgte die zentrale Wasserversorgung und 1995 der Anschluss an das Erdgasnetz. Am 1. Juli 1994 wurde die Gemeinde nach Nordhausen eingemeindet.

## Ortsbürgermeister
Seit 2021 ist Thomas Mund Ortsbürgermeister von Leimbach. Bei der Kommunalwahl 2024 wurde er ohne Gegenkandidaten mit 95,7 Prozent der Stimmen im Amt bestätigt.

## Söhne und Töchter von Leimbach
- Walter Ködderitz (1898–1980), evangelischer Theologe
- Lothar König (1954–2024), evangelischer Pfarrer